# Leslie Epstein
Leslie Epstein (ur. 4 maja 1938 w Los Angeles, zm. 18 maja 2025) – amerykański pisarz.

## Publikacje
- P.D. Kimerakov, 1975.
- The Steinway Quintet: Plus Four, 1976.
- King of the Jews, 1979.
- Regina, 1982.
- Goldkorn Tales, 1985.
- Pinto and Sons, 1990.
- Pandemonium, 1997.
- Ice Fire Water, 1999.
- San Remo Drive, 2003.
- The Eighth Wonder of the World, 2006.